# 威尔士亲王海峡

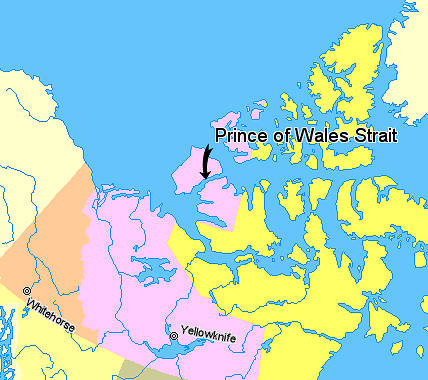
威尔士亲王海峡
努纳武特地区
西北地区
育空地区

威尔士亲王海峡（英語：Prince of Wales Strait）位于加拿大西北地区，班克斯岛与维多利亚岛之间，长约275公里，西南与阿蒙森湾相通，东北连梅尔维尔子爵海峡。为大西洋与太平洋之间的西北航道的组成部分。最先到达此地的西方人为爱尔兰探险家罗伯特·麦克卢尔（1850年），海峡以当时的英国威尔士亲王阿尔伯特·爱德华（即后来的爱德华七世）命名。